# Effinergie
 (octobre 2022).
Effinergie ou Collectif Effinergie est une association française d'intérêt général créée en 2006, qui a pour objectif de promouvoir les constructions et rénovations de bâtiments à basse consommation d’énergie. Effinergie peut être comparé à d'autres marques utilisées en Europe : Minergie en Suisse et Passivhaus en Allemagne.
Son premier label, lancé en 2007, a eu un fort impact de stimulation dans l'évolution de la réglementation thermique française, dont l'objectif de consommation énergétique moyenne de 50 kWhep/m2/an a été repris comme base réglementaire de la RT2012. L'association poursuit son travail et propose le label « Effinergie+ », dans le but d'anticiper la future RE2020 et de favoriser l'intronisation du BEPOS comme norme constructive.

## Histoire
Le Collectif Effinergie est né à la suite de l'entrée en vigueur de la RT2005 et à ses premiers retours d'expérience.
Il a longtemps eu à sa tête Jean-Jack Queyranne, avant que celui-ci ne passe la main en 2016 à Hubert Dejean de La Batie.

## Actions

### Orientation générale
Grâce à ses labels, EFFINERGIE a permis de généraliser les bâtiments neufs à basse consommation (BBC) en France et travaille à la massification de la rénovation BBC. En parallèle, elle porte la définition nationale des bâtiments à énergie positive. En mars 2017, 3 nouveaux labels basés sur le référentiel E+C- ont été créés : BBC effinergie 2017, BEPOS effinergie 2017 et BEPOS+ effinergie 2017, avec chacun des exigences spécifiques qu'il s'agisse de maison individuelle, de logement collectif ou de tertiaire.

### Label BBC-Effinergie
Lancé en janvier 2007, le label BBC-Effinergie se voit comme la proposition d'aller plus loin que les exigences fixées par la RT2005. Globalement, les performances atteintes par un bâtiment certifié sont améliorées de 50 % par rapport à la base réglementaire, en matière de consommations d'énergie — soit 50 kWhep/m2/an — et de qualité thermique de l'enveloppe du bâtiment. À titre de comparaison, les labels d'État — HPE et THPE — visent alors des améliorations de 10 et de 20 % par rapport à la consommation conventionnelle.
En guise de bilan, fin septembre 2011, 42 000 maisons individuelles, 230 000 logements collectifs et 543 opérations tertiaires (soit 4 millions de m²) ont au total été labellisées BBC-Effinergie ou sont en passe de l'être. En 2014 et 2015, Effinergie a respectivement publié un guide sur l'utilisation des logements BBC et des bâtiments tertiaires BBC (en insistant sur les locaux de bureaux et d'enseignement dans le second guide. Ces guides évoquent les enjeux et bonnes pratiques en matière de réception de chantier, d'usage, maintenance et travaux, à chaque étape de la vie du bâtiment. Il peut aussi être le « guide d'usage » qui est « obligatoire pour obtenir les labels Effinergie + ou Bepos, en l'absence de document plus spécifique ».

### Label BBC-Rénovation
Effinergie n'est pas en reste dans le domaine de la rénovation. En 2009, le Collectif Effinergie propose un label BBC-Rénovation, avec un objectif de 80 kWhep/m2/an. À titre de comparaison, l'état du parc résidentiel préexistant affiche des performances aux alentours de 250 kWhep/m2/an[réf. nécessaire].

### Label Effinergie+
En janvier 2010, en parallèle de l'entrée en vigueur la réglementation thermique de 2012 dite « RT 2012 », le Collectif propose d'aller encore plus loin. Ce nouveau label plusieurs exigences supplémentaires par rapport à la RT2012.
Le label d'État THPE-2012 s'inspire directement des objectifs d'Effinergie+, avec toutefois des exigences moindres sur le plan de l'étanchéité à l'air ou du contrôle des consommations.

### Label Bepos-Effinergie
Afin de préfigurer les engagements pris dans la loi Grenelle II pour 2020  en matière de bâtiment à énergie positive, Effinergie a créé le label Bepos-Effinergie 2013.

### Perspectives, expérimentations
Effinergie conduit aussi en 2012 une expérimentation pilote d'un an sur les bâtiments à énergie positive (produisant plus d'énergie qu'ils en consomment), avec un référentiel qui n'a pas vocation de label pour le moment. 
L'association s'intéresse aussi, avec divers organismes certificateurs[Lesquels ?], aux moyens d'intégrer peu à peu l’énergie grise et les consommations liées à l'écomobilité des habitants ou usagers du bâti en question, ainsi que les émissions de CO2 induites. Ces postes de dépenses énergétiques et leur intégration dans une réflexion étendue sont étudiées au sein d'un groupe de travail commun avec le CSTB.